# 中西繁
中西 繁（なかにし しげる、1946年（昭和21年） - ）は、洋画家。東京都生まれ。

## 人物
大学卒業後は建築家になり、数々の設計を手掛ける一方、1990年現代洋画精鋭選抜展で金賞受賞後、「一枚の絵銀座美術館」で開いた個展「哀愁のパリ」で画壇にデビュー。日本の詩情を描いた「古都の旅」、マンハッタンの街角を描く「ニューヨーク・ニューヨーク」、「巴里の空の下で」「北欧・冬の旅」「逸楽と憂愁のプラハ」「光の廻廊」「懐かしのリスボア」「イベリア半島の旅」「エーゲ海の旅」「地中海の旅」「哀愁の巴里」など、ヨーロッパ各地を旅しながら毎年個展で発表。
2000年5月に建築設計の職を辞し、画家一本になる。
2004年9月から2年間パリ留学し、フランス国立美術学校(エコール・デ・ボザール)で学んだ。かつてフィンセント・ファン・ゴッホが住んだパリ・モンマルトルの部屋を住居兼アトリエにし、パリを基点にフランス各地、オランダ・ベルギー・アメリカへ旅し制作。
一方、1995年の阪神・淡路大震災をきっかけに「廃墟」を描き始め、「棄てられた街」の連作、世界の美しい景観を描いた「LAND・SCAPE」の連作をまとめる。人類の正と負の遺産をテーマに「廃墟と再生」展を全国12都市巡回し、平和と社会正義を訴えている。
2014年3月に長い間閉鎖されていた静岡県伊豆の国市の奈古谷温泉の旅館を買い取り、自然を生かし自然に生き助け合って創作活動を楽しむのを目的に「伊豆の国アートヴィレッジ」を開設した。

## 経歴
- 1946年： 東京・神田に生まれる[2]
- 1966年： 第32回東光展 初入選[3]
- 1969年： 東京理科大学工学部建築学科卒[7][3]
- 1982年： 第14回日展 初入選[2]
- 1985年： 第51回東光展 会友賞[3]
- 1988年： 現代洋画精鋭選抜展 銀賞[3]　東光会会員 推拳[3]
- 1990年： 第56回東光会 会員賞[2][3]　現代洋画精鋭選抜展 金賞[2][4]
- 1993年： 東光会 審査員[3]
- 1998年： 日展 会友[3]
- 2001年： 第33回日展「棄てられた島2001」特選[2][8]
- 2002年： 文化庁主催第36回現代美術選抜展出品、アートミュージアム銀座・個展「棄てられた街」[2]、銀座・横浜・名古屋を巡回[2]
- 2003年： 名古屋電気文化会館・「棄てられた街in名古屋」、横浜赤レンガ倉庫1号館・新聞連載小説挿絵原画展[2]
- 2004年： 横浜赤レンガ倉庫主催中西繁展「LAND・SCAPE」。9月よりパリ留学[2]、モンマルトル・ゴッホの部屋をアトリエにして制作[2][4]
- 2005年： 第37回日展「DOCK」特選[8]
- 2006年： パリより帰国[2]
- 2006年 - 2007年： 全国12ヶ所で帰国展「哀愁のパリⅡ」[3]
- 2007年： 日展委嘱、東光会理事[9]・常任審査員
- 2008年： 9月 文翔館(旧山形県庁舎)・「棄てられた街 in 山形」[2]
- 2009年： 2月 東京銀座文藝春秋画廊・「哀愁の巴里Ⅲ」、3月 大阪府立現代美術センター・「棄てられた街 in 大阪」[3]、7月 福岡県立美術館・「棄てられた街 in 福岡」[3][10]、愛媛県美術館・「棄てられた街 in 松山」[3]
- 2010年： 4月 沖縄県浦添市美術館・「棄てられた街 in 沖縄」[4][3]、9月 奈良県文化会館・「廃墟と再生／時空を超えて」[11]
- 2011年： 3月 東京銀座文藝春秋画廊・「光の廻廊／欧州の旅Ⅱ」、4月 高知市文化プラザかるぽーと・「廃墟と再生 in 高知」[12][13][14]
- 2012年： 4-5月　沖縄県浦添市美術館・「廃墟と再生 in 沖縄」[15][16][17]、6-7月　大阪山木美術・「欧州の旅Ⅱ」[18]、11月　横浜みなとみらい線サブウェイギャラリーM・「廃墟と再生 in みなとみらい」[19],[20]
- 2013年： 4月　東京理科大学葛飾キャンパスに壁画『ストックホルム夕景』制作[21]、8月-9月　広島県立美術館・「廃墟と再生 in 広島」[22][23]
- 2015年： 12月　ニューヨーク Bronx Museum of the Arts、Tenri Cultural Institute・「廃墟と再生 in New York」[24][25]
- 2016年： 5-7月 静岡県伊豆の国市「伊豆の国アートヴィレッジ」中西繁展「廃墟」(2016年7月8日閲覧）[6]

## 著作
- 『油彩画　プロの裏ワザ』講談社　2006年、ISBN 978-4062683999
- 『油彩画超入門―光と影を描く』講談社　2008年、ISBN 978-4062692700